# St. Rosa
St. Rosa är en ort i Stearns County i Minnesota. Vid 2020 års folkräkning hade St. Rosa 58 invånare.